# 쿠사이르

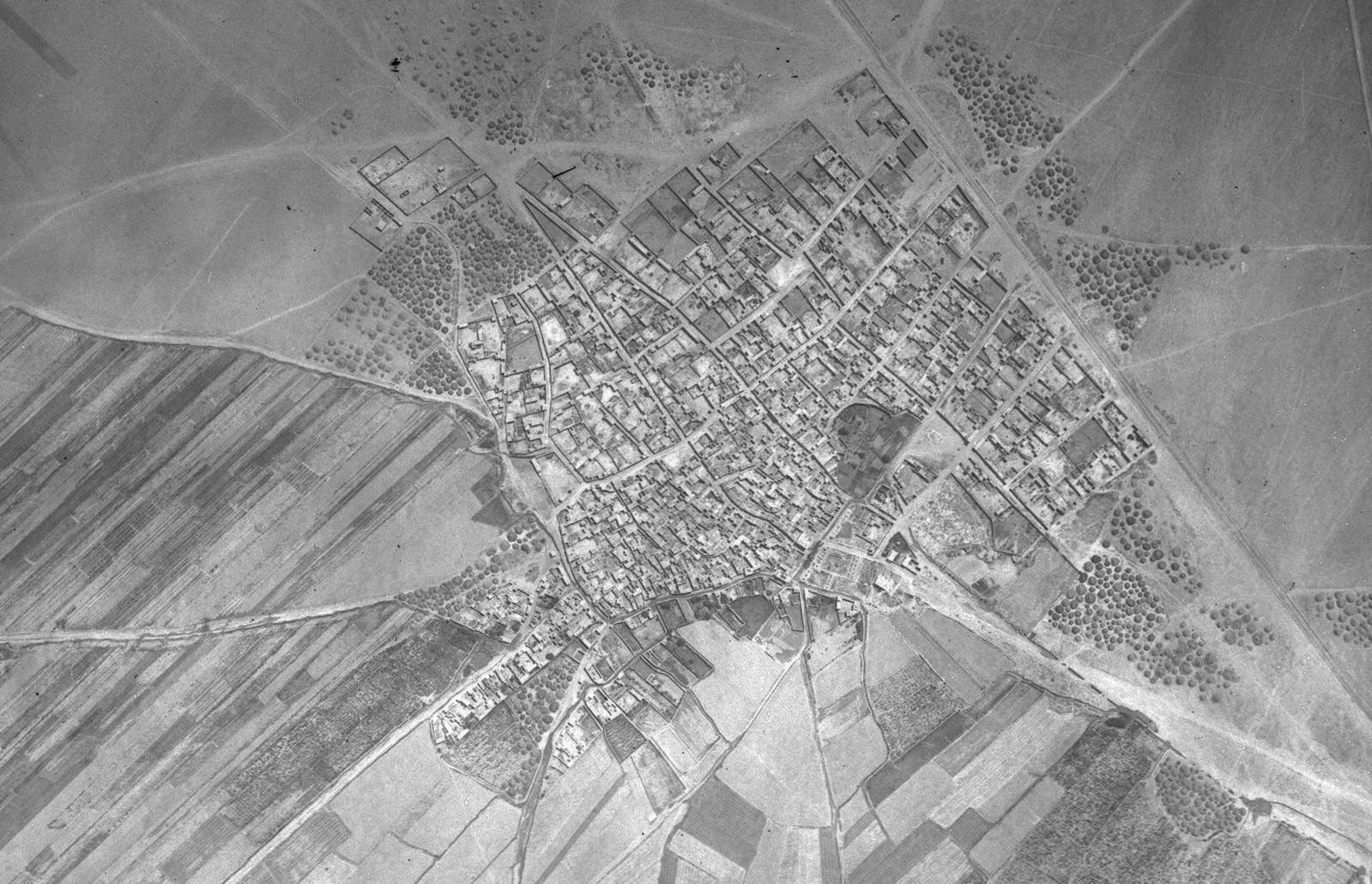

쿠사이르는 시리아의 도시이다. 시리아 내전 도중 반군 점령지였다가 2013년 시리아 정부군이 레바논 헤즈볼라의 지원을 받아 탈환했다.